# Celeste (cantante)
Celeste Epiphany Waite (Culver City, Estados Unidos; 5 de mayo de 1994), es una cantautora británica. Aunque nacida en los Estados Unidos, Celeste y su familia se mudaron a Dagenham cuando ella tenía solo 3 años, y la artista pasó toda su infancia y adolescencia en el Reino Unido. Tras la muerte de su padre en 2010, comenzó a escribir sus primeras canciones, las cuales más tarde grabaría y subiría a YouTube, donde atrajo la atención de su mánager. 
Celeste lanzó su sencillo debut «Daydreaming» en 2016 y se mantuvo como una artista independiente hasta 2018, cuando firmó un contrato con Polydor Records tras llamar la atención de Michael Kiwanuka. A lo largo del 2019, Celeste comenzó a ganar notoriedad en el Reino Unido debido a la aclamación crítica de su música, y en febrero de 2020, ganó el premio a estrella en ascenso en los premios Brit. Posteriormente escribió y grabó el tema «Hear My Voice» para la película The Trial of the Chicago 7 (2020), con el cual fue nominada a los Óscar y al Globo de Oro. En 2021 lanzó su álbum debut Not Your Muse, el cual alcanzó la primera posición de los más vendidos en el Reino Unido. 
Su estilo musical abarca primordialmente los géneros soul y jazz, y sus las letras de sus canciones han sido descritas como «muy personales».

## Biografía

### 1994-2015: primeros años e inicios musicales
Celeste Ephiphany Waite nació el 5 de mayo de 1994 en Culver City, en el estado de California, Estados Unidos, hija de una madre británica y un padre jamaiquino. Con solo 3 años de edad, Celeste se mudó a Dagenham con su madre luego de que se divorciara de su padre. Solo dos años después, se mudaron al pueblo de Saltdean, donde Celeste pasó la mayor parte de su infancia. En su hogar, era común que su madre escuchara a Aretha Franklin y Ella Fitzgerald, y sus canciones inspiraron a la artista a interesarse por la música. A los 14 años, Celeste empezó a descubrir nueva música a través de iTunes y YouTube. Cuando la artista tenía 16, su padre falleció de cáncer de pulmón, hecho que la motivó a escribir sus primeras canciones, una de estas siendo «Sirens», la cual grabó y publicó en YouTube. El vídeo atrajo la atención de su mánager, quien la llevó a los Sam West Studios en Notting Hill, donde han grabado artistas como Rihanna, Paul McCartney y Led Zeppelin. El equipo de dichos estudios se mostró impresionado por sus dotes para escribir canciones al punto que cancelaron sesiones con otros artistas de manera que Celeste tuviese más tiempo para grabar sus temas.
Al cumplir 18, Celeste fue contratada en los Sam West Studios y comenzó a tomarse su carrera musical seriamente. Como regalo de cumpleaños, la artista le pidió a sus amigos una Macbook, con la cual comenzó a grabar sus temas utilizando GarageBand. En 2014, Celeste publicó su primera canción en SoundCloud titulada «Born Again», y posteriormente siguió subiendo temas a la plataforma como «DEVIL» y «Whats Your Poison?». No fue hasta 2016 que atrajo la atención de varios DJ de BBC Radio 1, quienes comenzaron a tocar sus canciones.

### 2016-presente:Latelyy primer álbum de estudio
En octubre de 2016, Celeste publicó su primer sencillo, «Daydreaming», bajo el sello de Lily Allen, Bank Holiday Records. El tema atrajo la atención de la DJ Annie Mac, que incluyó a la artista en su lista de nuevos talentos. En marzo de 2017, lanzó su primer extended play titulado The Milk & the Honey. Posteriormente, ofreció una serie de conciertos en Ladbroke Grove por un mes. La creciente popularidad de la artista atrajo la atención de Michael Kiwanuka, quien le consiguió un contrato discográfico con Polydor Records, sello con el que más tarde publicaría su segundo EP llamado Lately, que incluyó su sencillo «Both Sides of the Moon», el cual fue aclamado por Elton John y también fue incluido en la lista de las mejores canciones de 2018 de Apple Music. En junio de 2019, cantó en el Festival de Glastonbury. Más tarde ese año, fue anunciada como la ganadora del galardón a la Estrella en Ascenso de los premios Brit, que se celebrarían en febrero de 2020. Luego de su anuncio, numerosos medios predijeron que sería la artista revelación del año, entre estos Vogue, The Guardian, NME, The Independent y GQ.

## Estilo musical e influencias
Numerosos medios han comparado a Celeste con la también cantante británica Amy Winehouse, tanto en su registro vocal como en su estilo musical. Las letras de sus canciones han sido descritas como «sumamente emocionales», y varios expertos mencionan que su música tiene una «pasión auténtica». Celeste ha citado a Lady Gaga como una de sus mayores influencias por su versatilidad y cómo ha evolucionado en su carrera. También cita a Aretha Franklin y Ella Fitzgerald, que gracias a ellas comenzó a mostrar interés por la música.

## Discografía

### Álbumes de estudio
| Año  | Álbum                                            | Posicionamiento en listas | Posicionamiento en listas | Posicionamiento en listas | Posicionamiento en listas | Posicionamiento en listas | Posicionamiento en listas | Certificaciones |
| Año  | Álbum                                            | ALE                       | AUT                       | FR                        | IRL                       | RU                        | SUI                       | Certificaciones |
| ---- | ------------------------------------------------ | ------------------------- | ------------------------- | ------------------------- | ------------------------- | ------------------------- | ------------------------- | --------------- |
| 2021 | Not Your Muse - Lanzamiento: 29 de enero de 2021 | 6                         | 4                         | 95                        | 24                        | 1                         | 6                         | - BPI: Plata    |

### EP
| Año  | EP                                                                                    |
| ---- | ------------------------------------------------------------------------------------- |
| 2017 | The Milk & the Honey - Lanzamiento: 10 de marzo de 2017 - Formatos: Descarga digital. |
| 2018 | Lately - Lanzamiento: 23 de noviembre de 2018 - Formatos: Descarga digital.           |

### Sencillos
| Año  | Sencillo                        | Posiciones | Certificaciones | Álbum                      |
| Año  | Sencillo                        | RU         | Certificaciones | Álbum                      |
| ---- | ------------------------------- | ---------- | --------------- | -------------------------- |
| 2016 | «Daydreaming»                   | —          |                 | The Milk & the Honey       |
| 2017 | «Milk & Honey»                  | —          |                 | The Milk & the Honey       |
| 2018 | «Both Sides of the Moon (Live)» | —          |                 | Lately                     |
| 2018 | «Lately»                        | —          |                 | Lately                     |
| 2018 | «Father's Son»                  | —          |                 | Lately                     |
| 2019 | «Coco Blood»                    | —          |                 | Not Your Muse              |
| 2019 | «She's My Sunshine»             | —          |                 | Not Your Muse              |
| 2019 | «Strange»                       | —          |                 | Not Your Muse              |
| 2020 | «Stop This Flame»               | 47         |                 | Not Your Muse              |
| 2020 | «I Can See the Change»          | —          |                 | Sin álbum                  |
| 2020 | «Little Runaway»                | —          |                 | Sin álbum                  |
| 2020 | «Hear My Voice»                 | —          |                 | The Trial of the Chicago 7 |
| 2020 | «A Little Love»                 | 59         |                 | Not Your Muse              |
| 2020 | «Love Is Back»                  | —          |                 | Not Your Muse              |

## Filmografía
| Año  | Título                               | Rol        | Notas                        |
| ---- | ------------------------------------ | ---------- | ---------------------------- |
| 2019 | Later... with Jools Holland          | Ella misma | Temporada 54, episodio 2     |
| 2019 | Top of the Pops                      | Ella misma | Episodio del 30 de diciembre |
| 2019 | The Late Late Show with James Corden | Ella misma | Episodio 729                 |

## Premios y nominaciones
| Año  | Premiación          | Categoría                         | Nominada por      | Resultado | Ref.          |
| ---- | ------------------- | --------------------------------- | ----------------- | --------- | ------------- |
| 2020 | BET Awards          | Mejor Artista Nuevo Internacional | Celeste           | Nominada  | [ 19 ]        |
| 2020 | BRIT Awards         | Estrella en Ascenso               | Celeste           | Ganadora  | [ 20 ]        |
| 2021 | BRIT Awards         | Artista Revelación                | Celeste           | Nominada  | [ 21 ] [ 22 ] |
| 2021 | BRIT Awards         | Mejor Solista Británica           | Celeste           | Nominada  | [ 21 ] [ 22 ] |
| 2021 | BRIT Awards         | Mejor Álbum                       | Not Your Muse     | Nominada  | [ 21 ] [ 22 ] |
| 2021 | Mercury Prize       | Álbum del Año                     | Not Your Muse     | Nominada  | [ 23 ]        |
| 2021 | Golden Globe Awards | Mejor Canción Original            | «Hear My Voice»   | Nominada  | [ 24 ]        |
| 2021 | Premios Óscar       | Mejor Canción Original            | «Hear My Voice»   | Nominada  | [ 25 ]        |
| 2021 | Satellite Awards    | Mejor Canción Original            | «Hear My Voice»   | Nominada  | [ 26 ]        |
| 2021 | Ivor Novello Awards | Compositor del Año                | Celeste           | Ganadora  | [ 27 ] [ 28 ] |
| 2021 | Ivor Novello Awards | Mejor Música y Letra              | «Stop This Flame» | Nominada  | [ 27 ] [ 28 ] |